# Tiroler Kunstkataster
Der Tiroler Kunstkataster ist ein Kataster, in dem eine systematische wissenschaftliche Inventarisierung des Kulturgüterbestandes von Nord- und Osttirol erfolgt.
Mit Stand Jänner 2021 wird angegeben, dass die Kulturgüter-Datenbank rund 142.000 Objekte umfasst und davon rund 22.000 in einer Web-GIS-Anwendung im Internet verzeichnet sind. Weiters gibt es ein digital erschlossenes Bildarchiv mit rund 445.000 Aufnahmen. Betreiber ist das Land Tirol, das ab 1968 das Betreiben eines Kunstkatasters als zentrale Aufgabe sah. Seit Jänner 2005 sind diese Daten im Internet öffentlich zugänglich.
Seit Oktober 2020 wird der Kunstkataster mit etwa 22.000 Objekten als Open Government Data unter der Lizenz CC BY 4.0 bereitgestellt.